# Бекетовы
Бекетовы — древний дворянский род.
Родоначальник Фёдор Бекетов.
Владели землями в Нижегородской и Симбирской губерниях. Издревле, от сына основателя рода, Андрея Фёдоровича и внуков Ивана Андреевича (г/р. ок. 1590—1678) и Никиты Андреевича († 1628) они имели земли и в верховьях Хопра, на территории современной Пензенской области, поэтому при оформлении дворянской родословной книги были включены в её  VI часть древнего дворянства.
Фамилия, предположительно, тюркского происхождения: от прозвища Бекет — придворная должность воспитателя или происходящая, как полагают, от черкесских беков.

## Описание герба
Щит разделён диагонально к правому нижнему углу на две части, из коих в правой в красном поле изображена выходящая из облака Рука в золотые Латы облечённая со Шпагою (польский герб Малая Погоня). В левой части в голубом поле Журавль имеющий в лапе золотой Шар.
Щит увенчан дворянскими шлемом и короной. Нашлемник: выходящая Рука в Латах со Шпагою. Намёт на щите зелёный и красный, подложенный серебром. Герб рода Бекетовых внесён в Часть 4 Общего гербовника дворянских родов Всероссийской империи, стр. 84.

## Известные представители
- Бекетов, Пётр Иванович (около 1600 — не ранее 1661) — русский землепроходец, основатель сибирских городов — Нерчинска, Олёкминска, Читы, Якутска.
- Бекетов Пётр — письменный голова, воевода в Енисейске (1642—1644).
- Бекетов Фёдор — воевода в Борисоглебске (совр. Двинск) (1664—1665).
- Бекетов Лев Ананьевич — стряпчий (1683—1692).
- Бекетовы: Иван Афанасьевич и Иван Ананьевич — московские дворяне (1692)[2][3].
- Бекетов Иван Тарасьевич — воевода в Петровске (1731).
- Бекетов Афанасий Алексеевич — полковник, воевода в Симбирске (1730).
- Бекетов Никита Афанасьевич — адъютант графа Разумовского, генерал-адъютант императрицы Елизаветы Петровны, генерал-поручик, Астраханский губернатор, сенатор.
- Бекетов Платон Петрович — премьер-майор, председатель Московского общества истории и древностей российских.
- Бекетов Пётр Петрович (1775—1845) — камергер, Командор Мальтийского ордена.